# Slava Cercheză
Slava Cercheză es una comuna ubicada en el distrito de Tulcea, Rumania.

## Superficie
Posee una superficie de 107,3 kilómetros cuadrados.

## Demografía
Hasta 2021 la población era de 1962 habitantes, con una densidad de población de 18,28 habitantes por kilómetro cuadrado.